# Pholcus bessus
Pholcus bessus är en spindelart som beskrevs av Zhu och Gong 1991. Pholcus bessus ingår i släktet Pholcus och familjen dallerspindlar. Inga underarter finns listade i Catalogue of Life.